# BMW 745
BMW 745 — середньорозмірний автомобіль представницького класу, який належить до 7 серії. Виробляється у кузовах седан і лімузин. Існує в таких модифікацях:
- BMW E65 (2001—2008);
- BMW E66 (2002—2005).

Серія автомобілів BMW E65 була вперше запущена у Європі в листопаді 2001 року. У січні 2002 року модель 745i з'явилася в США, і лише у березні модель 745Li.

## Опис
BMW 745 оснащений 4.4-літровим бензиновим двигуном V8 з системою розподіленого вприскування палива. Трансмісія представлена 6-ступінчастою автоматичною коробкою передач. Робоча потужність двигуна — 333 к.с., а крутний момент — 450 Нм/3600 об/хв. Витрата палива на 100 км складає: 16,2 л в місті, 8,6 л за містом і 11,4 л в змішаному циклі. Розгін до 100 км/год займає 6,3 секунд. 

## Огляд моделі

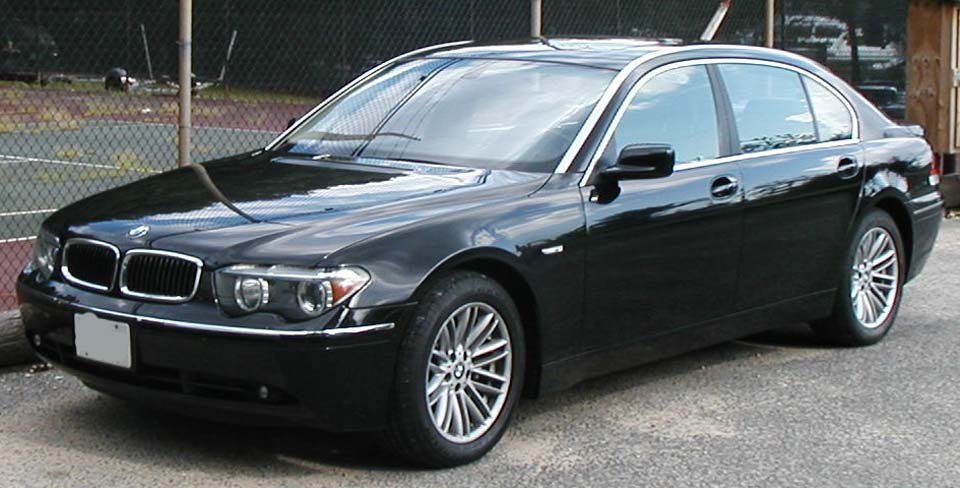
BMW 745
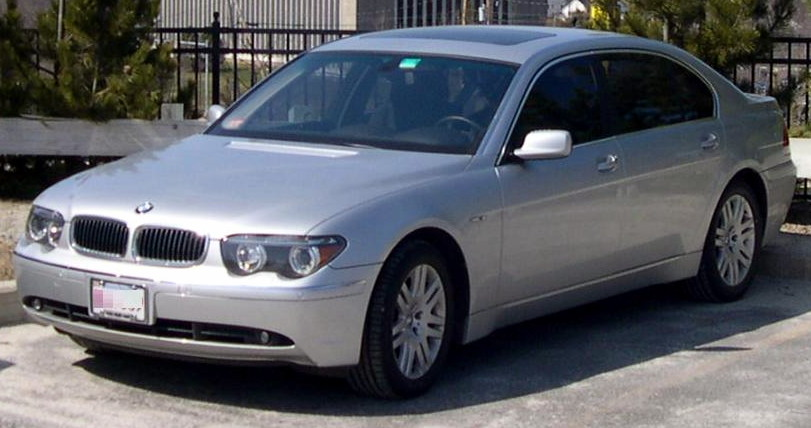
BMW 745iL (E66)
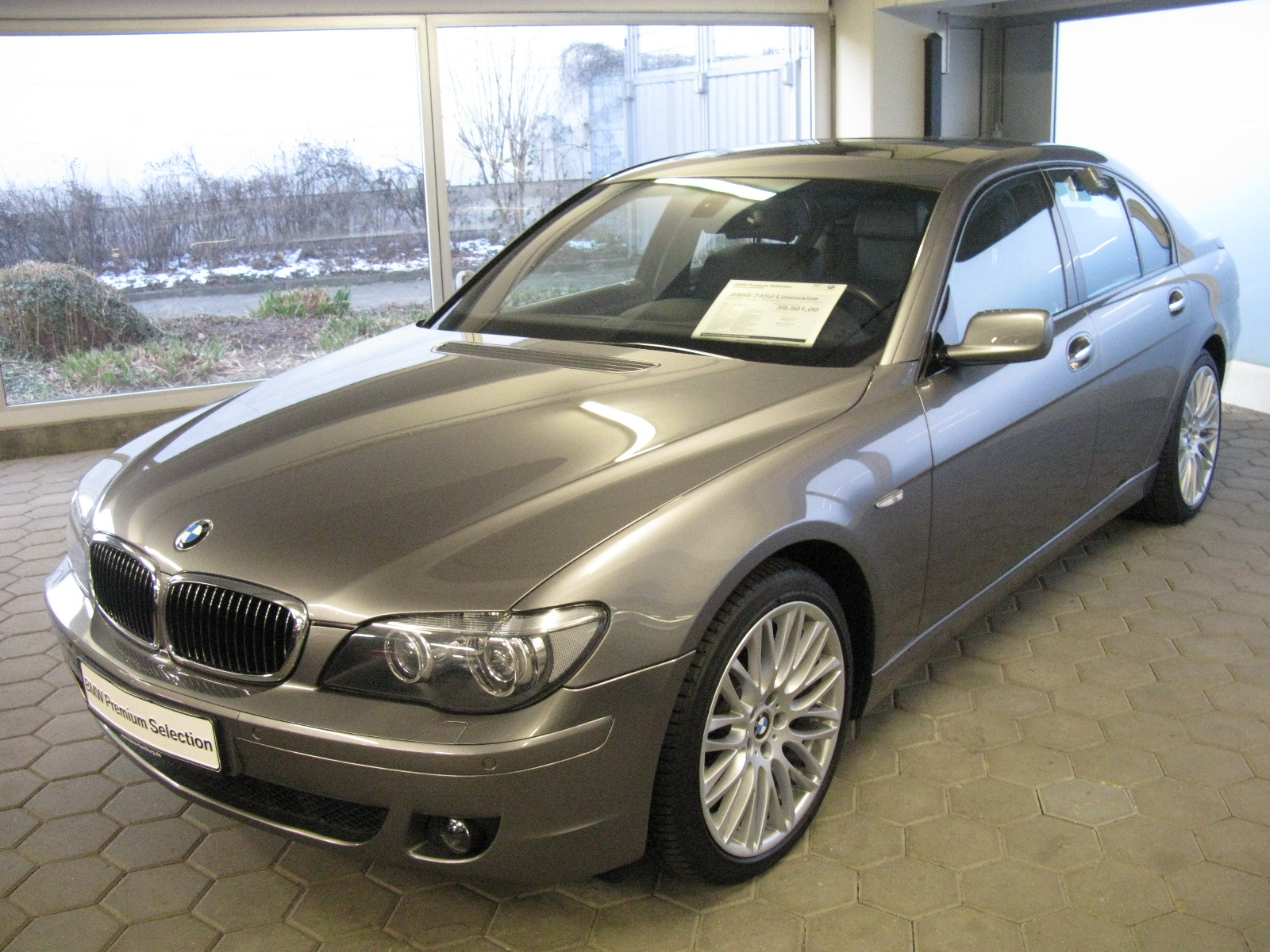
BMW 745d (E65)